# 1538
- Wikisource

| Calendário gregoriano                                                        | 1538 MDXXXVIII                                       |
| Ab urbe condita                                                              | 2291                                                 |
| Calendário arménio                                                           | 987 – 988                                            |
| Calendário bahá'í                                                            | -306 – -305                                          |
| Calendário budista                                                           | 2082                                                 |
| Calendário chinês                                                            | 4234 – 4235 Início a 30 de janeiro (aproximadamente) |
| Calendário copta                                                             | 1254 – 1255                                          |
| Calendário etíope                                                            | 1530 – 1531                                          |
| Calendários hindus - Vikram Samvat - Calendário nacional indiano - Cáli Iuga | 1593 – 1594 1459 – 1460 4638 – 4639                  |
| Calendário Holoceno                                                          | 11538                                                |
| Calendário islâmico                                                          | 945 – 946                                            |
| Calendário judaico                                                           | 5298 – 5299                                          |
| Calendário persa                                                             | 916 – 917                                            |
| Calendário rúnico                                                            | 1788                                                 |
| Calendário solar tailandês                                                   | 2081                                                 |

1538 (MDXXXVIII, na numeração romana) foi um ano comum do século XVI do Calendário Juliano, da Era de Cristo, e a sua letra dominical foi F (52 semanas), teve início a uma terça-feira e terminou também a uma terça-feira.
| Ano completo                       |
| ---------------------------------- |
| Ano comum com início à terça-feira |

## Eventos
- Estadia na ilha da Madeira de D. Ambrósio Brandão, Bispo de Rocina.
- Erupção submarina ao largo da costa da Ponta da Ferraria, ilha de São Miguel, Açores, durou 25 dias. Da erupção resultou o aparecimento de um ilhéu de "quase uma légua de circunferência".
- 3 de Agosto - Confirmação da doação da capitania de Angra, ilha Terceira, Açores a Manuel Corte Real.
- 6 de Agosto - Fundação da capital colombiana, Bogotá.
- 21 de Agosto - Confirmação da doação da capitania da ilha de São Jorge, Açores a Manuel Corte Real.

## Nascimentos
- Janeiro
  - 05 de Janeiro - Georg Burckhardt, Professor de Retórica e Lógica da Universidade de Tübingen (m. 1607).
  - 10 de Janeiro - Ludwig van Nassau-Dillenburg, general calvinista holandês (m. 1574).
  - 15 de Janeiro - Maeda Toshiie, samurai japonês (m. 1599).
  - 16 de Janeiro - João Frederico III, O Jovem, Duque da Saxônia (m. 1565).
  - 20 de Janeiro - Stefano Felis, compositor italiano (m. 1603).
  - 25 de Janeiro - Joachim, Conde de Fürstenberg-Heiliegenberg (m. 1598).
- Fevereiro
  - 02 de Fevereiro - Jean Chardavoyne, editor musical e compositor francês (m. 1580).
  - 08 de Fevereiro - Johann, Conde de Manderscheid-Blanken, Bispo de Straßburg (m. 1592).
  - 13 de Fevereiro - Elisabeth, Landgravina de Hesse, filha de Felipe I, O Magnânimo, Landgrave de Hesse (1504-1567) (m. 1581).
  - 23 de Fevereiro - Dorothea Katharina, Princesa de Brandenburg-Ansbach (m. 1604).
  - 23 de Fevereiro - Henrique XI da Silésia, Duque de Liegnitz (m. 1587).
  - 28 de Fevereiro - Friedrich Zorn, pedagogo alemão (m. 1610).
- Março
  - 10 de Março - Gregorius Bersmanus, filólogo clássico alemão (m. 1611).
  - 10 de Março - Thomas Howard, 4º Duque de Norfolk (m. 1572).
  - 25 de Março - Christophorus Clavius, matemático e astrônomo dinamarquês (m. 1612). Christopher Clavius (1538-1612)
- Abril

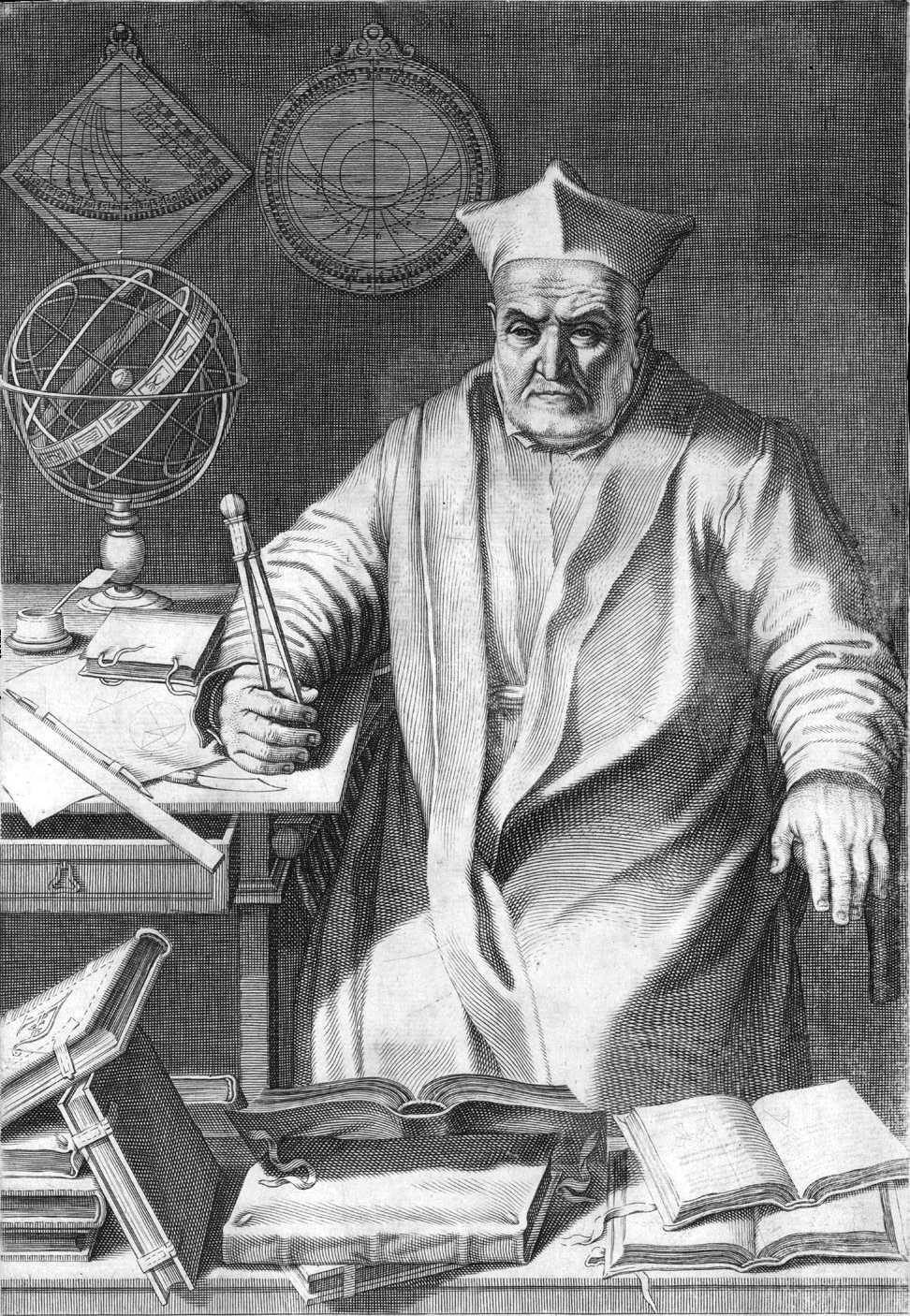
Christopher Clavius (1538-1612)

  - 04 de Abril - Alberta von Simmern, Condessa Palatina do Reno (m. 1553).
  - 16 de Abril - Hans von Khevenhüller-Frankenburg, conde e legado do Sacro Império Romano-Germânico na Espanha (m. 1606).
  - 24 de Abril - Guglielmo Gonzaga, 3º Duque de Mântua e del Monferrato (m. 1587).
  - 26 de Abril - Giovanni Paolo Lomazzo, pintor italiano (m. 1592).
- Maio
  - 18 de Maio - Bartholomäus Viatis, comerciante alemão (m. 1624).
  - 28 de Maio - Ferfried, Conde de Hohenzollern, filho de Eitel Friedrich III, Conde de Hohenzollern (1494-1525) (m. 1556).
- Junho
  - 09 de Junho - Antun Vramec, romancista croata e doutor em teologia (m. 1587).
  - 09 de Junho - Hans Blome, conselheiro e oficial de justiça alemão (m. 1599).
  - 30 de Junho - Bonaventura Vulcanius, humanista, filólogo belga e Professor de Grego (m. 1614). Bonaventura Vulcanius (1538-1614)
- Julho

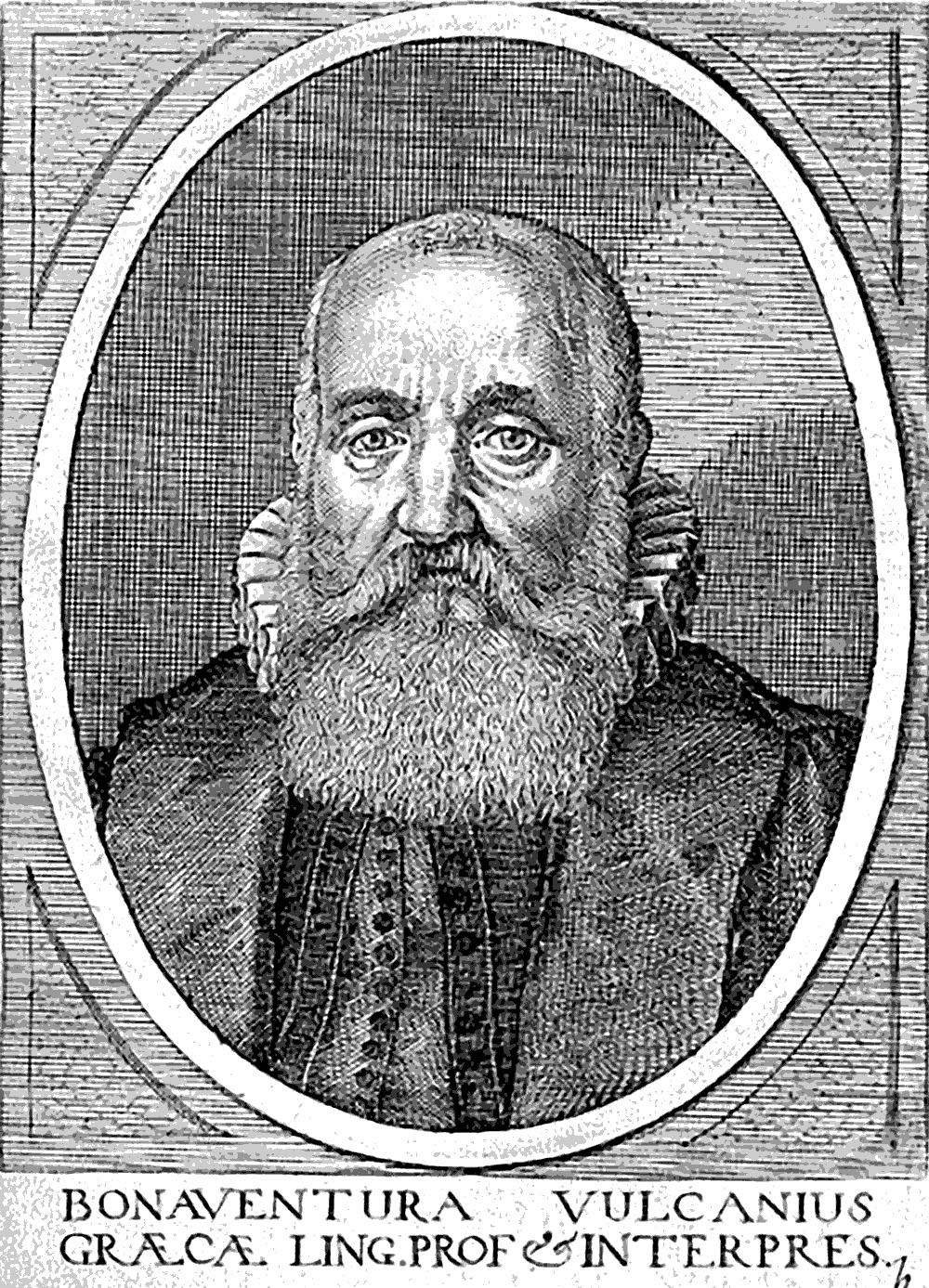
Bonaventura Vulcanius (1538-1614)

  - 24 de Julho - Jakob Madsen Vejle, Jacob Matthias Villus, Bispo evangélico dinamarquês de Fünen (m. 1606).
  - 25 de Julho - Diana de Valois, filha de Henrique II de França (m. 1619).
  - 27 de Julho - Johannes Katzsch, médico alemão (m. 1598).
  - 28 de Julho - Andreas Herneisen, pintor alemão (m. 1610).
  - 28 de Julho - Erik Gustavsson Stenbock, Barão de Länghem e governador de Västergötland (m. 1602).
- Agosto
  - 08 de Agosto - Katharine, Condessa de Oldenburg, filha de Anton I, Conde de Delmenhorst (1505-1573) (m. 1620).
  - 12 de Agosto - D. Maria de Portugal, Duquesa de Parma, filha de D. Duarte, 4º duque de Guimarães (m. 1577).
- Setembro
  - 29 de Setembro - Johann II., Conde da Frísia Oriental (m. 1591).
- Outubro
  - 02 de Outubro - Carlo Borromeo, arcebispo católico e cardeal italiano (m. 1584).
  - 18 de Outubro - Jean Passerat, poeta e filólogo clássico francês (m. 1602).
  - 30 de Outubro - Venerável Cesare Baronius, cardeal e historiador italiano (m. 1607). Cesare Baronius (1538-1607)
- Novembro

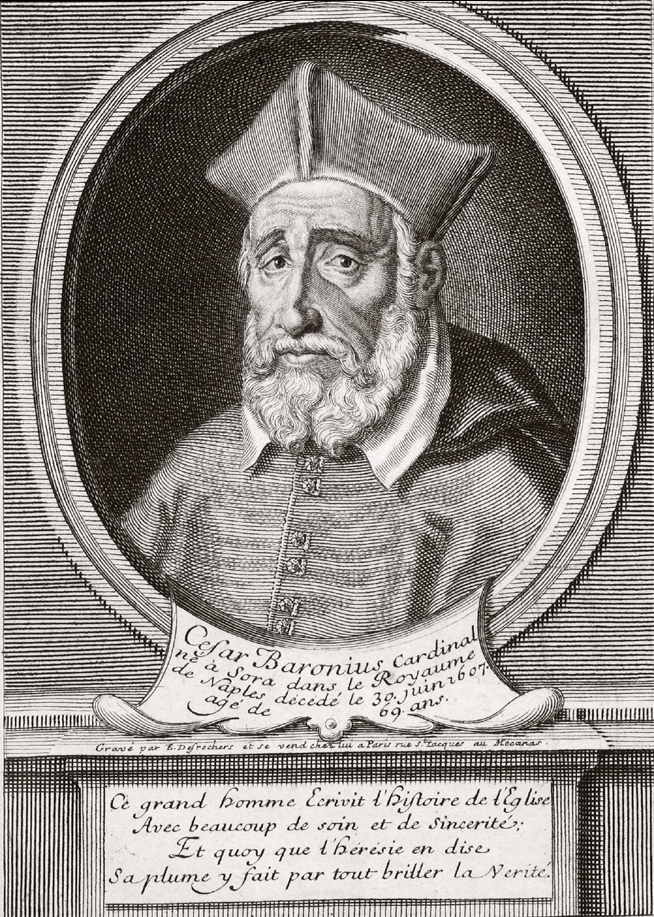
Cesare Baronius (1538-1607)

  - 02 de Novembro - Wilhelm Bidembach, teólogo luterano alemão (m. 1572).
  - 18 de Novembro - Alfonso de Toribio, Arcebispo de Lima (m. 1606).
- Dezembro
  - 01 de Dezembro - Marie von Anhalt-Zerbst, filha de Johann IV., Príncipe de Anhalt (1504-1551) (m. 1563).
  - 06 de Dezembro - Francesco II. Gonzaga, cardeal italiano (m. 1566).
  - 08 de Dezembro - Miklós Istvanffy, humanista e historiador húngaro (m. 1615).
  - 10 de Dezembro - Giovanni Battista Guarini, poeta, dramaturgo e diplomata italiano (m. 1612).
  - 11 de Dezembro - Sigismundo de Brandenburgo, Arcebispo de Magdeburgo e Bispo de Halberstadt (m. 1566).
  - 13 de Dezembro - Sigrid Svantesdotter Sture, filha de Svante Stensson Sture (1517-1567) e sobrinha da Rainha da Suécia Margaret Leijonhufvud (1516-1551) (m. 1613).
  - 19 de Dezembro - Jan Zborowski, Jan Jastrzębiec de Zborów Zborowski, magistrado polonês, secretário do rei Sigismundo II da Polônia e Lord Castelão de Gniezno (m. 1603).
  - 21 de Dezembro - Luigi d'Este, cardeal italiano (m. 1586).

## Mortes
- Janeiro
  - 08 de Janeiro - D. Beatriz, Duquesa de Sabóia, filha do segundo casamento de D. Manoel I com sua cunhada, D. Maria de Castela (n. 1504).
  - 09 de Janeiro - Henry Pole, 1º Barão Montagu,  (n. 1492).
  - 28 de Janeiro - Marino Ascanio Caracciolo, cardeal, diplomata e Bispo de Catânia, Sicília (n. 1468).
- Fevereiro
  - 02 de Fevereiro - Joachim, Conde de Hohenzollern,  (n. 1485).
  - 03 de Fevereiro - Johann III., Conde Palatino do Reno,  (n. 1488).
  - 07 de Fevereiro - Olav Engelbrektsson, arcebispo católico da Noruega e reformador  (n. 1480).
  - 12 de Fevereiro - Albrecht Altdorfer, pintor, escultor, gravador e arquiteto alemão (n. 1480). Albrecht Altdorfer
(1480-1538)

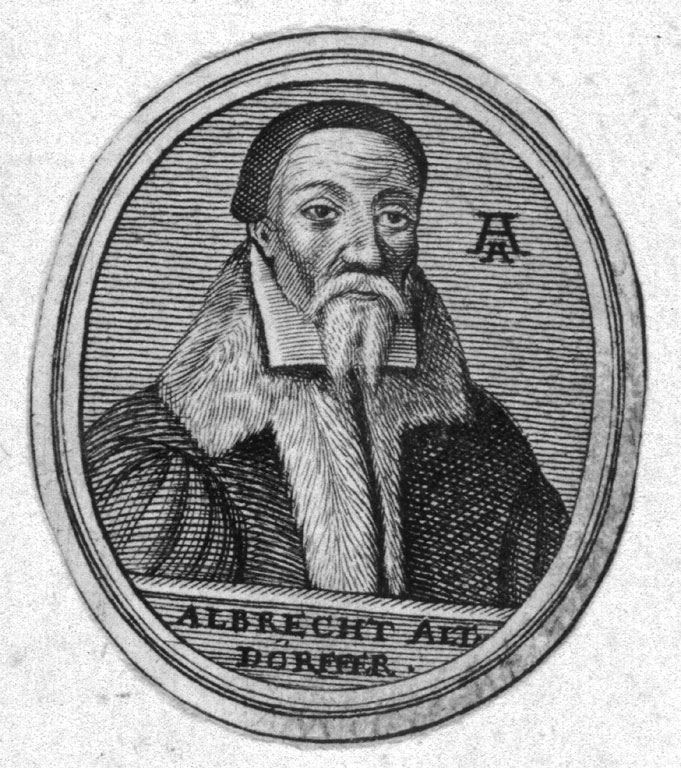
Albrecht Altdorfer
(1480-1538)

  - 16 de Fevereiro - Erardus van de Mark, cardeal e príncipe-bispo de Liége (n. 1472).
  - 22 de Fevereiro - Mary Grey, Viscondessa de Hereford, filha de Thomas Grey, 1º Marquês de Dorset (1455-1501) (n. ).
  - 26 de Fevereiro - Johann Wetken, burgomestre de Hamburgo (n. 1470).
  - 26 de Fevereiro - Úrsula de Rosenfeld, esposa de Ernesto de Baden-Durlach (1482-1553) (n. 1499).
  - 26 de Fevereiro - Worp van Thabor, prior holandês e autor da obra: Chronicorum Frisiae (n. ?).
- Março
  - 12 de Março - Ludovico Lodron, condottiero italiano (n. 1484).
  - 18 de Março - Caspar von Mülinen, estadista suíço (n. 1481).
  - 19 de Março - Gabriel Yoly, escultor francés, que viveu na Espanha (n. ?).
  - 21 de Março - Hugo, Duque de Leisnig, Burgrave da Frísia (n. 1465).
  - 29 de Março - Mary Dacre, filha de Thomas, 2º Lord Dacre de Gilsland (1467-1525) (n. 1502).
- Abril
  - 03 de Abril - Elizabeth Howard, mãe da Rainha Ana Bolena (n. 1480).
  - 10 de Abril - Melchior Feselen, pintor alemão (n. 1495).
  - 12 de Abril - Heinrich XIV, O Velho, Senhor de Gera (n. 1469).
  - 13 de Abril - Helena Glinskaia, em russo Елена Васильевна Глинская, segunda esposa do Grão-príncipe Basílio III e regente da Rússia por 5 anos (1533-38). (n. 1506).
  - 26 de Abril - Rodrigo Orgóñez, conquistador espanhol (n. 1490).
- Maio
  - 08 de Maio - Edward Foxe, Bispo de Hereford (n. 1496).
  - 15 de Maio - Philipp III. von Hanau-Lichtenberg, Conde de Hanau-Lichtenberg (n. 1482).
  - 22 de Maio - John Forrest, frade franciscano inglês e mártir (n. 1471).
  - 27 de Maio - Anthony Fitzherbert, erudito e jurisconsulto inglês (n. 1466).
- Junho
  - 30 de Junho - Karel van Egmond I, Duque de Gelre e Conde de Zutphen (n. 1467).
  - 08 de Julho - Diego de Almagro, O Velho, conquistador espanhol do Peru (n. 1475). Diego de Almagro
(1475-1538)'

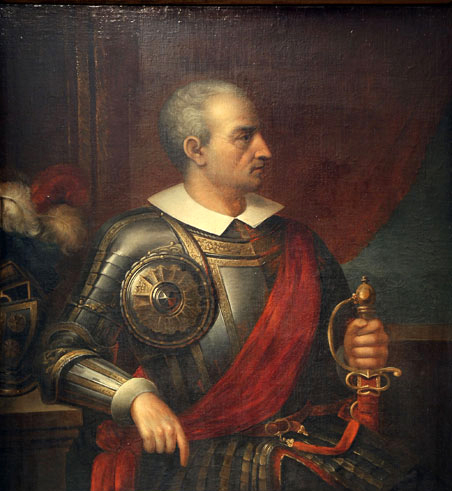
Diego de Almagro
(1475-1538)'

  - 14 de Julho - Adam, Conde de Beichlingen,  (n. 1460).
  - 15 de Julho - Johannes Reinecke, reformador alemão e amigo de Martinho Lutero (n. 1483).
  - 26 de Julho - George Talbot, 4º Conde de Shrewsbury,  (n. 1468).
  - 30 de Julho - Hans Brask, bispo holandês e opositor do Luteranismo (n. 1464).
- Agosto
  - 07 de Agosto - Anna von Eppenstein, esposa de Botho, Conde de Stolberg (1467-1538) (n. 1482).
  - 13 de Agosto - Giovanni Filoteo Achillini, filósofo, poeta, literato e humanista italiano (n. 1466).
  - 20 de Agosto - Aefgen Listinck, mártir anabatista holandês (n. ?).
  - 21 de Agosto - Nicolle des Celliers de Hesdin, compositor e maestro de coral francês (n. 1499).
  - 23 de Agosto - Ulrich von Sax, diplomata sueco (n. 1462).
  - 25 de Agosto - Hans Behaim, O Velho, construtor e arquiteto alemão (n. 1455).
- Setembro
  - 06 de Setembro - Jan van Campen, professor de Hebraico em Lovaina e Cracóvia (n. 1490).
  - 09 de Setembro - Magdalena von Werdenberg-Sargans, esposa de Jan, 3º Conde de Egmond (1438-1516) (n. 1464).
  - 14 de Setembro - Heinrich III. von Nassau, vice-rei da Holanda, Conde de Nassau e Senhor de Breda (n. 1483).
  - 17 de Setembro - Cornelis Floris, O Velho, pintor holandês (n. ?).
  - 21 de Setembro - George Talboys, Senhor Talboys de Kyme,  (n. 1467).
  - 28 de Setembro - Alfonso Manrique de Lara y Solís, cardeal espanhol e Arcebispo de Sevilla, Espanha (n. 1471).
- Outubro
  - 02 de Outubro - Johannes Metzler, humanista e filólogo alemão (n. 1494).
  - 09 de Outubro - Matthaeus Herbenus, humanista e teólogo holandês (n. 1451).
  - 18 de Outubro - Germaine de Foix, Rainha de Aragão, segunda esposa de Fernando II, Rei de Aragão (n. 1490). Germana de Foix
(1490-1538)

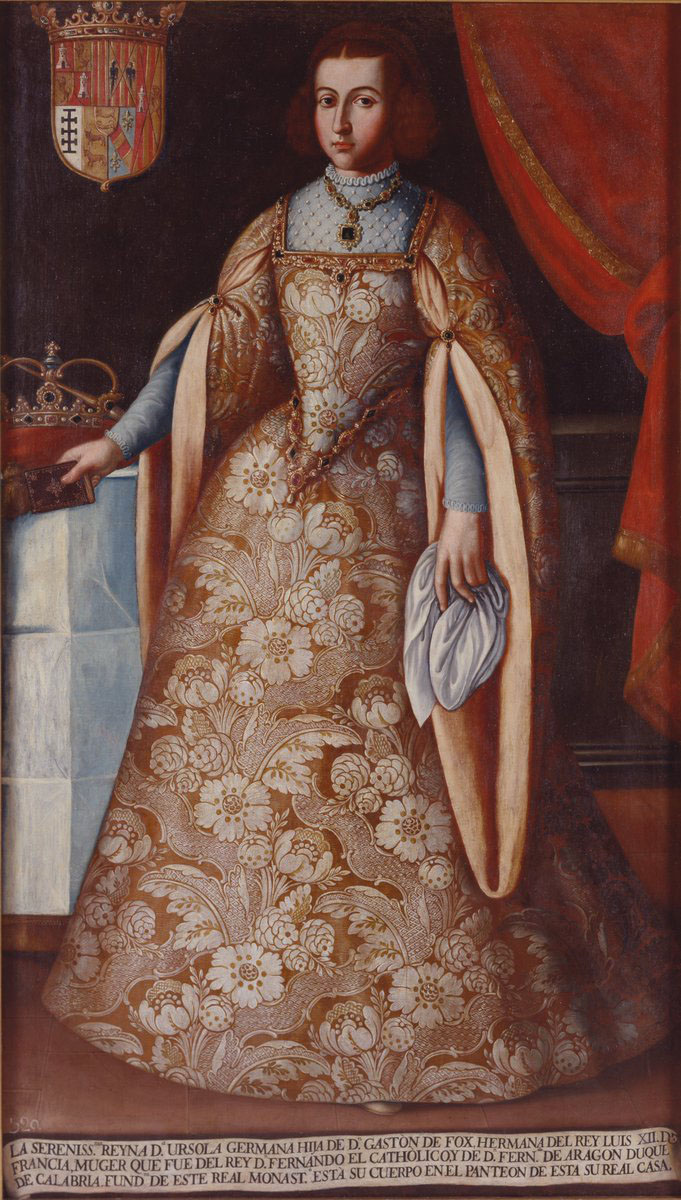
Germana de Foix
(1490-1538)

  - 20 de Outubro - Francesco Maria della Rovere, condottiero italiano e Duque de Urbino (n. 1490).
  - 26 de Outubro - Jane Neville, esposa de 'Sir Henry Pole, 1º Barão Montagu (1492-1539) (n. 1495).
- Novembro
  - 03 de Novembro - Nikolaus Hausmann, teólogo luterano alemão (n. 1478).
  - 11 de Novembro - Hans Dauher, escultor alemão (n. 1485).
  - 13 de Novembro - Antonio Buora, arquiteto e escultor italiano (n. ?).
  - 22 de Novembro - John Lambert, mártir protestante inglês (n. ?).
- Dezembro
  - 18 de Dezembro - Filippo Strozzi, O Jovem, Giovanni Battista Strozzi, político, condottiero e banqueiro italiano (n. 1489).
  - 24 de Dezembro - Anna Reinhart, esposa do reformador suíço Ulrich Zwingli (n. 1484).
  - 28 de Dezembro - Andrea Gritti, 77º doge da República de Veneza (n. 1455).
- ?? - Cristóvão Rodrigues Acenheiro - bacharel em Cânones, advogado e cronista português (n. 1474)